# Verteidigungsstellung Nordwall

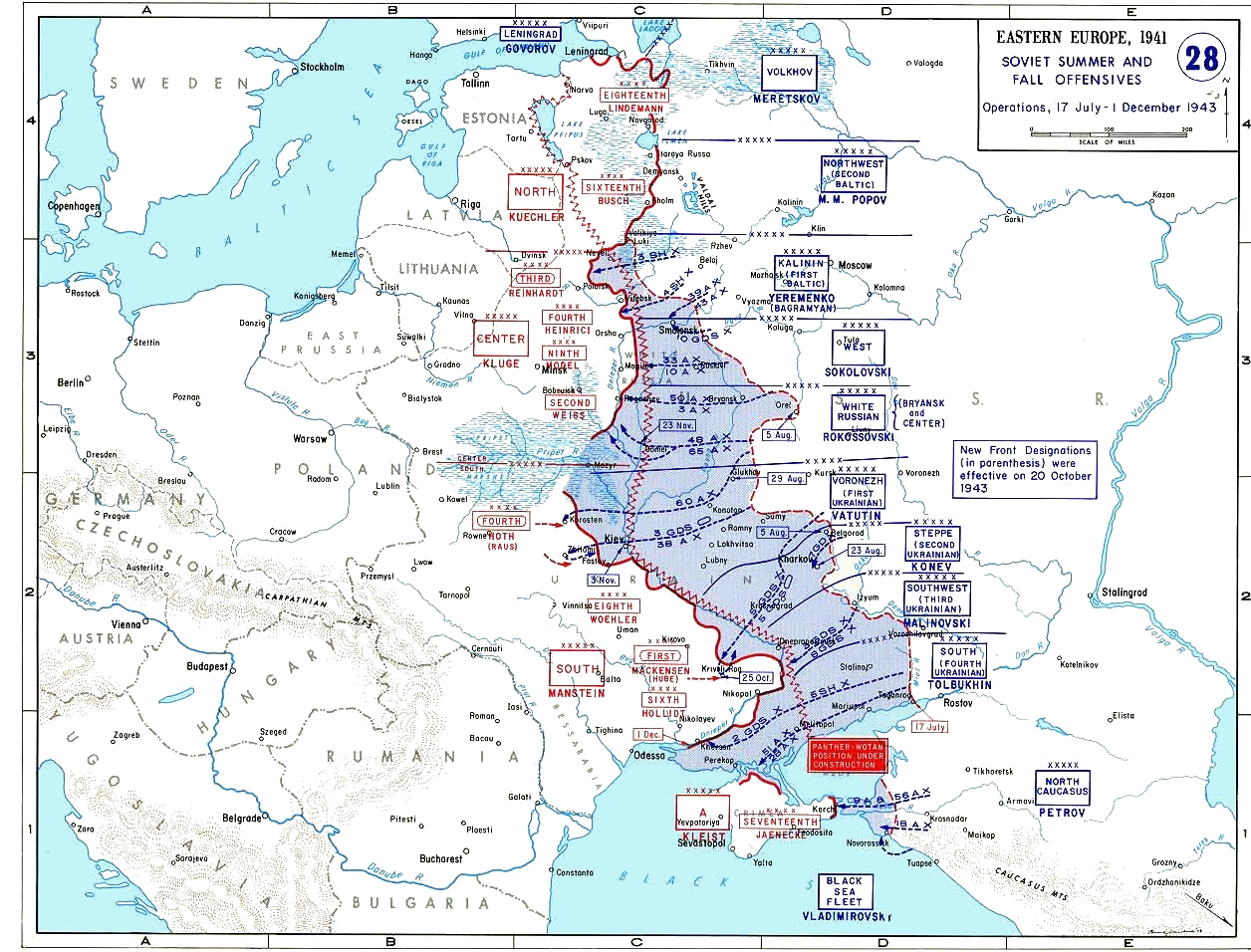
Verteidigungsstellung Nordwall südwestlich von Leningrad siehe C4

Die Verteidigungsstellung Nordwall war eine deutsche Verteidigungsstellung. Sie wurde im Jahr 1943 südwestlich von Leningrad errichtet.
Diese Verteidigungsstellung diente als Auffangstellung für einen erwarteten sowjetischen Durchbruch der Leningrader Blockade. Die Verteidigungsstellung Nordwall befand sich zwischen dem Finnischen Meerbusen und dem Ilmensee und war etwa 230 bis 260 km tief. Fast alle wichtige Ortschaften und Knotenpunkte innerhalb der Verteidigungslinie waren für eine Rundumverteidigung vorbereitet worden. Diese Stellung bot deutschen Truppen trotz ihrer zahlenmäßigen Unterlegenheit eine gute Verteidigungsposition. Während der sowjetischen Leningrad-Nowgoroder Operation im Frühjahr 1944 wurde die Verteidigungsstellung durchbrochen. Allerdings half sie den Vormarsch der sowjetischen Truppen abzubremsen und eine Einschließung deutscher Verbände während des Rückzuges auf die westlich gelegene Panther-Wotan-Linie zu verhindern.